# Рюэй-Мальмезон
Рюэй-Мальмезон (фр. Rueil-Malmaison) — коммуна во Франции, в западном пригороде Парижа. Изначальное название Рюэй (от кельтского Ritoialos (ritus — «брод» и ialos — «поляна») или Rialo (ri — «ручеёк» и ialos)).
Рюэй-Мальмезон расположен в департаменте О-де-Сен региона Иль-де-Франс, в 14 километрах к западу от центра Парижа. Город состоит из 8 районов (villages). Его площадь составляет 14,54 км². Численность населения — 77 625 человек (по данным на 2006 год). Плотность населения — 5339 чел./км².

## История
Приблизительно в 870 году район нынешнего расположения города был подарен первым королём Западно-Франкского королевства (Франции) Карлом Лысым аббатству Сен-Дени, монахи которого построили здесь в конце XII века часовню. Сам город впервые письменно упоминается в XII столетии.
В 1635 году эту местность приобрел кардинал Ришельё и возвел здесь замок; во время Фронды Рюэй-Мальмезон стал убежищем для королевского двора. В Рюэй-Мальмезоне также находится дворец Мальмезон, где жили Наполеон I и его первая жена Жозефина Богарне. Здесь же, в Рюэй-Мальмезоне, в построенной в XVI веке церкви Сен-Пьер э Сен-Поль, она и похоронена, как и её дочь Гортензия Богарне, мать французского императора Наполеона III.
Во время Франко-прусской войны, во время битвы при Бюзенвале 19 января 1871 года, через Рюэй-Мальмезон проходила линия фронта.
Рюэй-Мальмезон привлекал внимание известных художников XIX века импрессионистов Ренуара, Эдуарда Мане и Клода Моне, создававших здесь на берегах Сены свои пейзажи.

## Экономика

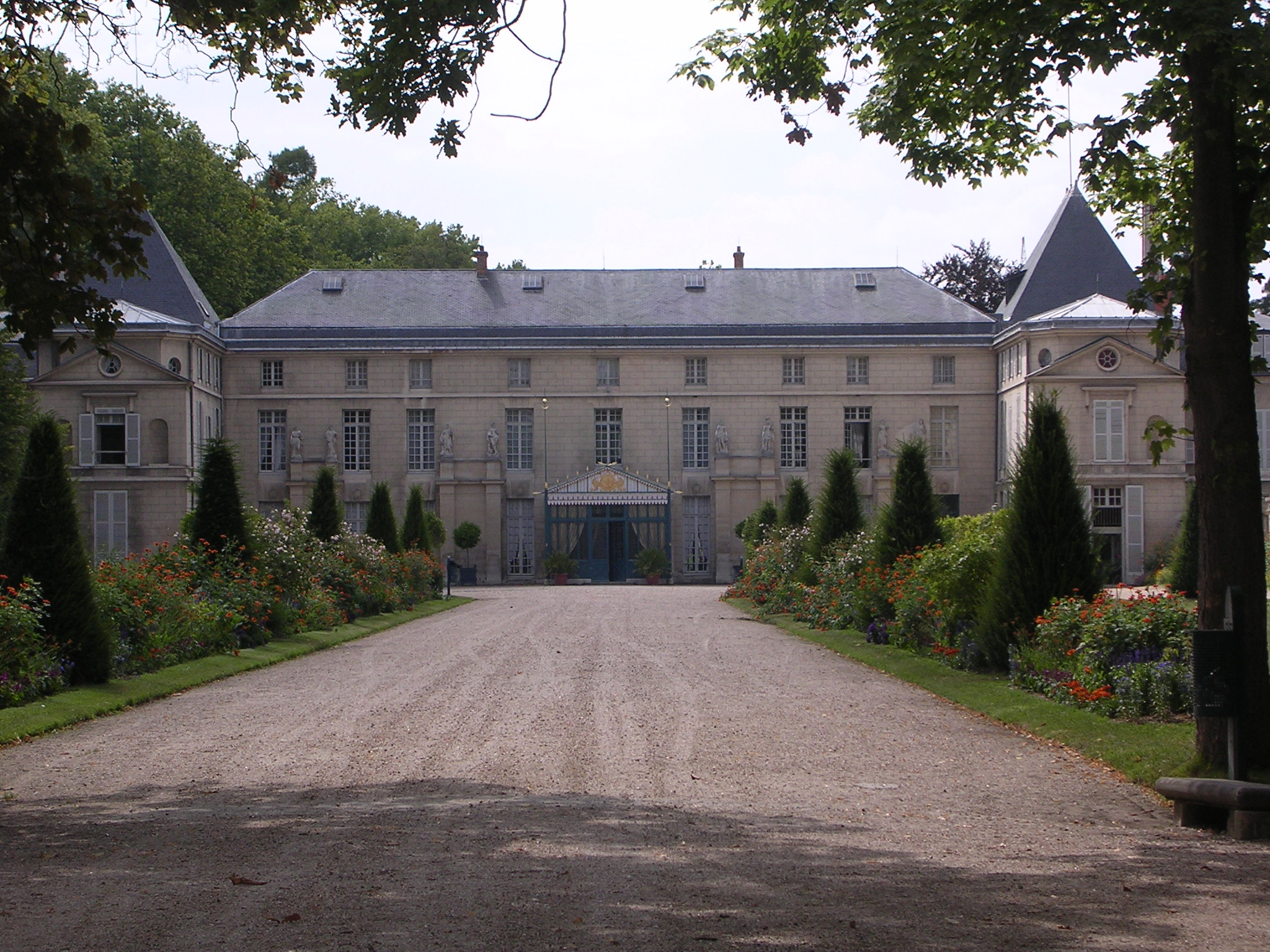
Дворец Мальмезон

В этой коммуне располагается главный кампус Французского института нефти. Рюэй-Мальмезон стал домом для многих крупных компаний, переехавших из делового района Дефанс, расположенного в 5 км, в частности, для Ayvens.
Есть около 850 компаний сферы услуг, в 70 из которых работают свыше 100 человек. Для поддержания инфраструктуры этих компаний около Рюэй-Мальмезон был создан деловой район Рюэй-Сюр-Сен (ранее известный как «Рюэй 2000»).
Ряд крупных французских компаний имеют свои штаб-квартиры в Рюэй-Малмезоне, например, Schneider Electric и Vinci. Также здесь расположились офисы французских филиалов международных корпораций (Stellantis, AstraZeneca и Unilever).

## Города-побратимы
- Бад-Зоден
- Сергиев Посад
- Тогане
- Кицбюэль
- Хельсингёр
- Авила
- Элмбридж
- Фрибур
- Кирьят-Малахи
- Ле Бардо
- Линчберг
- Бухара
- Оахака-де-Хуарес
- Тимишоара
- Черновцы
- Зук Микаэль